# Scott Askham
Scott Askham (ur. 20 maja 1988 w West Yorkshire) – angielski zawodnik mieszanych sztuk walki (MMA). Były mistrz organizacji BAMMA oraz Ultimate Cage FC w wadze średniej. W karierze walczył również dla UFC, ACB czy KSW. Od 18 maja 2019 roku do 10 października 2020 był międzynarodowym mistrzem KSW w wadze średniej. Obecny zawodnik Oktagon MMA.

## Życiorys
Urodzony i wychowany w West Yorkshire. Zanim zaczął zarabiać walcząc, pracował w firmie remontowo-budowlanej, która zajmowała się montażem oświetlenia miejskiego. 

## Kariera MMA

### Wczesna kariera
Już jako nastolatek rozpoczął treningi w mieszanych sztukach walki. Zanim przeszedł na zawodowstwo stoczył sześć amatorskich walk.
Zawodowo walczył jako zawodnik kategorii średniej w różnych organizacjach regionalnych w Wielkiej Brytanii, w tym w Cage Warriors i BAMMA. Będąc niepokonanym w dwunastu zawodowych walkach, kończąc większą część swoich walk w pierwszych rundach.
7 czerwca 2014 po znokautowaniu Maxa Nunesa, podpisał kontrakt z największą federacją na świecie UFC.

### UFC
4 października 2014 roku zadebiutował w amerykańskiej organizacji, kiedy zmierzył się z Magnusem Cedenbladem na gali UFC Fight Night 53. Przegrał walkę jednogłośnie na punkty.
20 czerwca 2015 zmierzył się z Antonio Dos Santosem Jr. podczas gali UFC Fight Night 69, gdzie wygrał przez TKO już w pierwszej rundzie.
24 października 2015 na UFC Fight Night 76 zmierzył się z polskim zawodnikiem Krzysztofem Jotko. Przegrał walkę decyzją niejednogłośną.
27 lutego 2016 na UFC Fight Night 84 znokautował w pierwszej rundzie Chrisa Dempseya. Po tej wygranej otrzymał od UFC dodatkowy bonus finansowy (50 tys. dolarów) za Występ wieczoru.
3 września 2016 podczas gali UFC Fight Night 93 przegrał na punkty z Jackiem Hermanssonem.
18 marca 2017 na UFC Fight Night 107 zmierzył się z Bradem Scottem. Po zaciętej batalii przegrał walkę decyzją niejednogłośną. Po tej porażce został zwolniony przez UFC.

### Absolute Championship Berkut
Po wylocie z UFC Askham stoczył jeden pojedynek dla rosyjskiej organizacji Absolute Championship Berkut (aktualnie ACA). 23 września 2017 podczas gali ACB 70 zmierzył się w walce wieczoru z Lukiem Barnattem. Askham zwyciężył niejednogłośnie na punkty.

### KSW
10 grudnia 2017 podpisał kontrakt na trzy walki z największą, polską federacją Konfrontacją Sztuk Walki. W debiucie zmierzył się z byłym mistrzem wagi średniej, Michałem Materlą podczas gali KSW 42: Khalidov vs. Narkun. 3 marca 2018 znokautował Materlę kopnięciami na wątrobę. Po gali został nagrodzony bonusem za najlepszy nokaut wieczoru.
6 października w drugiej walce dla KSW i półfinale turnieju po pas wagi średniej, zmierzył się z zawodnikiem wyższej kategorii wagowej Marcinem Wójcikiem. Askham skończył rywala podobnie jak w pierwszej walce kopnięciami na wątrobę. Zgarniając po raz drugi bonus za Nokaut wieczoru.
W finale turnieju po pas, Scott spotkał ponownie Michała Materlę. 18 maja 2019 znokautował rywala latającym kolanem, tym samym zdobywając pas wagi średniej i zostając mistrzem. Po gali obaj zawodnicy zostali nagrodzeni bonusem za walkę wieczoru.
7 grudnia 2019 na gali KSW 52: Race pokonał legendę polskiego MMA, Mameda Chalidowa przez jednogłośną decyzję sędziów.
W pierwszej obronie mistrzowskiego pasa Askham został ponownie zestawiony z Mamedem Chalidowem. Tym razem lepszy okazał się być zawodnik pochodzący z Czeczenii, który błyskawicznie znokautował Anglika w pierwszej rundzie 36 sekundy oraz odebrał mu mistrzostwo w wadze średniej.
3 czerwca 2023 podczas głównej walki wieczoru gali XTB KSW 83: Colosseum 2 na Stadionie Narodowym w Warszawie doszło do trylogii pomiędzy Askhamem a Mamedem Chalidowem. Przegrał przez nokaut latającym kolanem w trzeciej rundzie.
22 grudnia 2023 organizacja KSW w mediach społecznościowych poinformowała o rozstaniu z Askhamem.

### Oktagon MMA
Po 5-miesięcznej przerwie od walk zawalczył w występie dla czesko-słowackiej federacji Oktagon MMA. W listopadzie podczas gali Oktagon 48, która miała miejsce w Manchesterze jego rywalem był były zawodnik KSW, Niemiec, Marc Doussis. Sędziowie jednogłośnie wskazali zwycięstwo Askhama, punktując w stosunku 2 x 29-28 i 30-27 na jego korzyść. 
Oczekiwano, że w drugiej walce pod banderą czesko-słowackiej promocji zawalczy 10 lutego 2024 na gali Oktagon 53 w Oberhausen. Przeciwnikiem Askhama miał być mistrz organizacji German MMA Championship w wadze półśredniej, Kerim Engizek. Reprezentant Turcji wypadł z tego starcia z powodu kontuzji, w związku z czym występ Askhama został także anulowany. 
W drugiej walce wieczoru gali Oktagon 61, która odbyła się 21 września 2024 w czeskim Brnie, stoczył starcie z byłym zawodnikiem UFC, Makhmudem Muradovem. Przegrał z Uzbekiem jednogłośnie na kartach punktowych.   

## Osiągnięcia

### Mieszane sztuki walki
- 2013: mistrz organizacji Ultimate Cage FC w wadze średniej
- 2013-2014: mistrz organizacji BAMMA w wadze średniej
- 2015: brązowy pas w brazylijskim jiu-jitsu[44]
- 2019-2020: międzynarodowy mistrz KSW w wadze średniej oraz zwycięzca turnieju

## Lista zawodowych walk w MMA
| Wynik     | Bilans | Przeciwnik (bilans przed walką) | Rozstrzygnięcie                           | Runda | Czas | Rozgrywki                              | Data       | Miejsce             | Uwagi |
| --------- | ------ | ------------------------------- | ----------------------------------------- | ----- | ---- | -------------------------------------- | ---------- | ------------------- | --- |
| Przegrana | 20-7   | Makhmud Muradov (26-8. 1 NC)    | Decyzja (jednogłośna)                     | 3     | 5:00 | Oktagon 61: Paradeiser vs. Duque       | 21.09.2024 | Brno                | Co-Main Event |
| Wygrana   | 20-6   | Marc Doussis (9-2. 1 NC)        | Decyzja (jednogłośna)                     | 3     | 5:00 | Oktagon 48: Aby vs. Garcia             | 04.11.2023 | Manchester          | Debiut w Oktagon MMA. Limit umowny -92,5 kg.                                                                                    |
| Przegrana | 19-6   | Mamed Chalidow (36-8-2)         | KO (latające kolano i ciosy pięściami)    | 3     | 1:03 | XTB KSW 83: Colosseum 2                | 03.06.2023 | Warszawa            | Main Event. |
| Przegrana | 19-5   | Mamed Chalidow (34-7-2)         | KO (wysokie kopnięcie na głowę z wyskoku) | 1     | 0:36 | KSW 55: Askham vs. Khalidov 2          | 10.10.2020 | Łódź                | Stracił międzynarodowy pas mistrzowski KSW w wadze średniej. Main Event.                                                        |
| Wygrana   | 19-4   | Mamed Chalidow (34-6-2)         | Decyzja (jednogłośna)                     | 3     | 5:00 | KSW 52: Race                           | 07.12.2019 | Gliwice             | Limit umowny do -85 kg. Main Event.                                                                                             |
| Wygrana   | 18-4   | Michał Materla (27-6)           | KO (latające kolano)                      | 3     | 1:13 | KSW 49: Soldić vs. Kaszubowski         | 18.05.2019 | Gdańsk/Sopot        | Wygrał finał turniej w kategorii średniej. Zdobył międzynarodowy pas mistrzowski KSW w wadze średniej. Bonus za walkę wieczoru. |
| Wygrana   | 17-4   | Marcin Wójcik (11-5)            | KO (kopnięcie na wątrobę)                 | 1     | 1:37 | KSW 45: The Return to Wembley          | 06.10.2018 | Londyn              | Półfinał turnieju KSW w wadze średniej. Bonus za nokaut wieczoru.                                                               |
| Wygrana   | 16-4   | Michał Materla (25-5)           | KO (kopnięcie na wątrobę)                 | 1     | 1:09 | KSW 42: Khalidov vs. Narkun            | 03.03.2018 | Łódź                | Debiut w KSW. Bonus za nokaut wieczoru.                                                                                         |
| Wygrana   | 15-4   | Luke Barnatt (13-4)             | Decyzja (niejednogłośna)                  | 3     | 5:00 | ACB 70: The Battle of Britain          | 23.09.2017 | Sheffield           | Debiut w ACB. Bonus za walkę wieczoru.                                                                                          |
| Przegrana | 14-4   | Brad Scott (10-4)               | Decyzja (niejednogłośna)                  | 3     | 5:00 | UFC Fight Night: Manuwa vs. Anderson   | 18.03.2017 | Londyn              | |
| Przegrana | 14-3   | Jack Hermansson (13-2)          | Decyzja (jednogłośna)                     | 3     | 5:00 | UFC Fight Night: Arlovski vs. Barnett  | 03.09.2016 | Hamburg             | |
| Wygrana   | 14-2   | Chris Dempsey (11-3)            | KO (wysokie kopnięcie na głowę)           | 1     | 4:45 | UFC Fight Night: Silva vs. Bisping     | 27.02.2016 | Londyn              | Bonus za występ wieczoru. |
| Przegrana | 13-2   | Krzysztof Jotko (15-1)          | Decyzja (niejednogłośna)                  | 3     | 5:00 | UFC Fight Night: Holohan vs. Smolka    | 24.10.2015 | Dublin              | |
| Wygrana   | 13-1   | Antônio dos Santos Jr. (6-2)    | TKO (kolano i ciosy pięściami)            | 1     | 2:52 | UFC Fight Night: Jędrzejczyk vs. Penne | 20.06.2015 | Berlin              | |
| Przegrana | 12-1   | Magnus Cedenblad (12-4)         | Decyzja (jednogłośna)                     | 3     | 5:00 | UFC Fight Night: Nelson vs. Story      | 04.10.2014 | Sztokholm           | Debiut w UFC. |
| Wygrana   | 12-0   | Max Nunes (13-1)                | TKO (ciosy pięściami)                     | 3     | 1:50 | BAMMA Fight Night                      | 07.06.2014 | Southampton         | Obronił pas mistrza BAMMA w wadze średniej.                                                                                     |
| Wygrana   | 11-0   | Jorge Luis Bezerra (18-9)       | Decyzja (jednogłośna)                     | 3     | 5:00 | BAMMA 13                               | 14.09.2013 | Birmingham          | Zdobył pas mistrza BAMMA w wadze średniej.                                                                                      |
| Wygrana   | 10-0   | Jack Marshman (12-2)            | Decyzja (jednogłośna)                     | 3     | 5:00 | Ultimate Cage FC 5                     | 27.07.2013 | Birmingham          | Zdobył pas mistrza Ultimate Cage FC w wadze średniej.                                                                           |
| Wygrana   | 9-0    | Harry McLeman (4-0)             | Poddanie (duszenie zza pleców)            | 3     | 4:13 | BAMMA 12                               | 09.03.2013 | Newcastle upon Tyne | Debiut w BAMMA. |
| Wygrana   | 8-0    | Denniston Sutherland (18-8)     | Decyzja (jednogłośna)                     | 3     | 5:00 | Cage Warriors 50                       | 08.12.2012 | Glasgow             | |
| Wygrana   | 7-0    | Dai Cook (0-0)                  | KO (wysokie kopnięcie na głowę)           | 1     | 0:35 | Caged Steel FC 3                       | 06.10.2012 | Doncaster           | |
| Wygrana   | 6-0    | Mark Jones (0-1)                | TKO (ciosy pięściami)                     | 1     | 0:35 | Ultimate Cage FC 4                     | 18.08.2012 | Batley              | Debiut w Ultimate Cage FC. |
| Wygrana   | 5-0    | Aurelijus Kerpe (11-19)         | Poddanie (duszenie zza pleców)            | 1     | 2:04 | Caged Steel FC 2                       | 19.05.2012 | Doncaster           | |
| Wygrana   | 4-0    | Matt Earnshaw (1-0)             | TKO (ciosy pięściami)                     | 1     | ?    | Caged Steel FC 1                       | 03.12.2011 | Doncaster           | |
| Wygrana   | 3-0    | Arunas Klimavicius (1-14)       | TKO (ciosy pięściami)                     | 1     | 0:24 | Olympian MMA Championship 11           | 03.09.2011 | Liverpool           | |
| Wygrana   | 2-0    | Shaun Lomas (11-22)             | KO (wysokie kopnięcie na głowę)           | 1     | 0:04 | Fight-Pro UK 3                         | 11.03.2011 | Barnsley            | |
| Wygrana   | 1-0    | Rolandas Cizauskas (1-1)        | TKO (ciosy pięściami)                     | 1     | ?    | British Cage FC                        | 01.10.2010 | Barnsley            | |